# Стивенсон (Алабама)
Стивенсон (енгл. Stevenson) град је у америчкој савезној држави Алабама. По попису становништва из 2010. у њему је живело 2.046 становника.

## Демографија
Према попису становништва из 2010. у граду је живело 2.046 становника, што је 276 (15,6%) становника више него 2000. године.
| Група             | 2000.         | 2010.         |
| Белци             | 1.285 (72,6%) | 1.504 (73,5%) |
| Афроамериканци    | 396 (22,4%)   | 356 (17,4%)   |
| Азијати           | 2 (0,1%)      | 9 (0,4%)      |
| Хиспаноамериканци | 27 (1,5%)     | 79 (3,9%)     |
| Укупно            | 1.770         | 2.046         |